# Nationalradikales Lager (1993)

Flagge des ONR

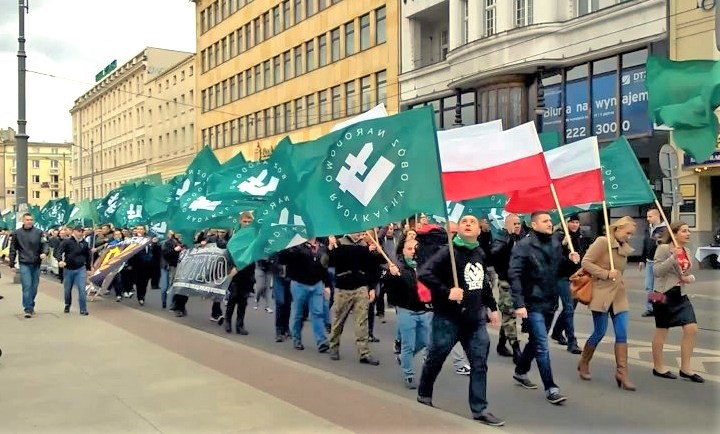
Mitglieder des ONR bei einer Demonstration in Posen, 2015

Das Nationalradikale Lager (poln.: Obóz Narodowo-Radykalny) ist eine neofaschistische Organisation in Polen, die an die Tradition einer gleichnamigen faschistischen Partei der Zwischenkriegszeit anknüpft. Die Organisation wurde um 1993 gegründet und 2003 als Verein registriert. 
Das ONR zählt in ganz Polen schätzungsweise mindestens 1000 Mitglieder und viele Anhänger, die sich in regionalen Vereinen organisieren. Das ONR vertritt einen ultranationalistischen, religiös fundamentalistischen und antisemitischen Standpunkt. 

## Kritik und Verbotsanträge
ONR-Aktionen werden oft scharf kritisiert, so beispielsweise die Teilnahme an antihomosexuellen Ausschreitungen während der Gay-Pride-Paraden in Warschau und Posen 2005 und 2006. Die Staatsanwaltschaft Opole hatte in der Vergangenheit einen Auflösungsantrag der lokalen Strukturen in Brzeg gestellt, dem am 12. Oktober 2009 vom Amtsgericht stattgegeben wurde.
Von Sojusz Lewicy Demokratycznej und Platforma Obywatelska wurden in den 2010er-Jahren Verbotsforderungen erhoben, ebenso von einer Antirassismus-Kommission der UN. Einem Antrag der PO auf Verbot der Dachorganisation wurde 2019 nicht stattgegeben. Ein ehemaliger Richter des Verfassungsgerichtshofs sprach sich gegen ein Verbot und für politische Bildungsmaßnahmen aus.